# Chamant
Chamant is een gemeente in het Franse departement Oise (regio Hauts-de-France). De plaats maakt deel uit van het arrondissement Senlis. Het ligt op 45 km ten noorden van het centrum van Parijs. Chamant telde op 1 januari 2022 1.037 inwoners.
Georges-Émile Lebacq heeft er verschillende schilderijen gemaakt, onder andere de volgende twee.

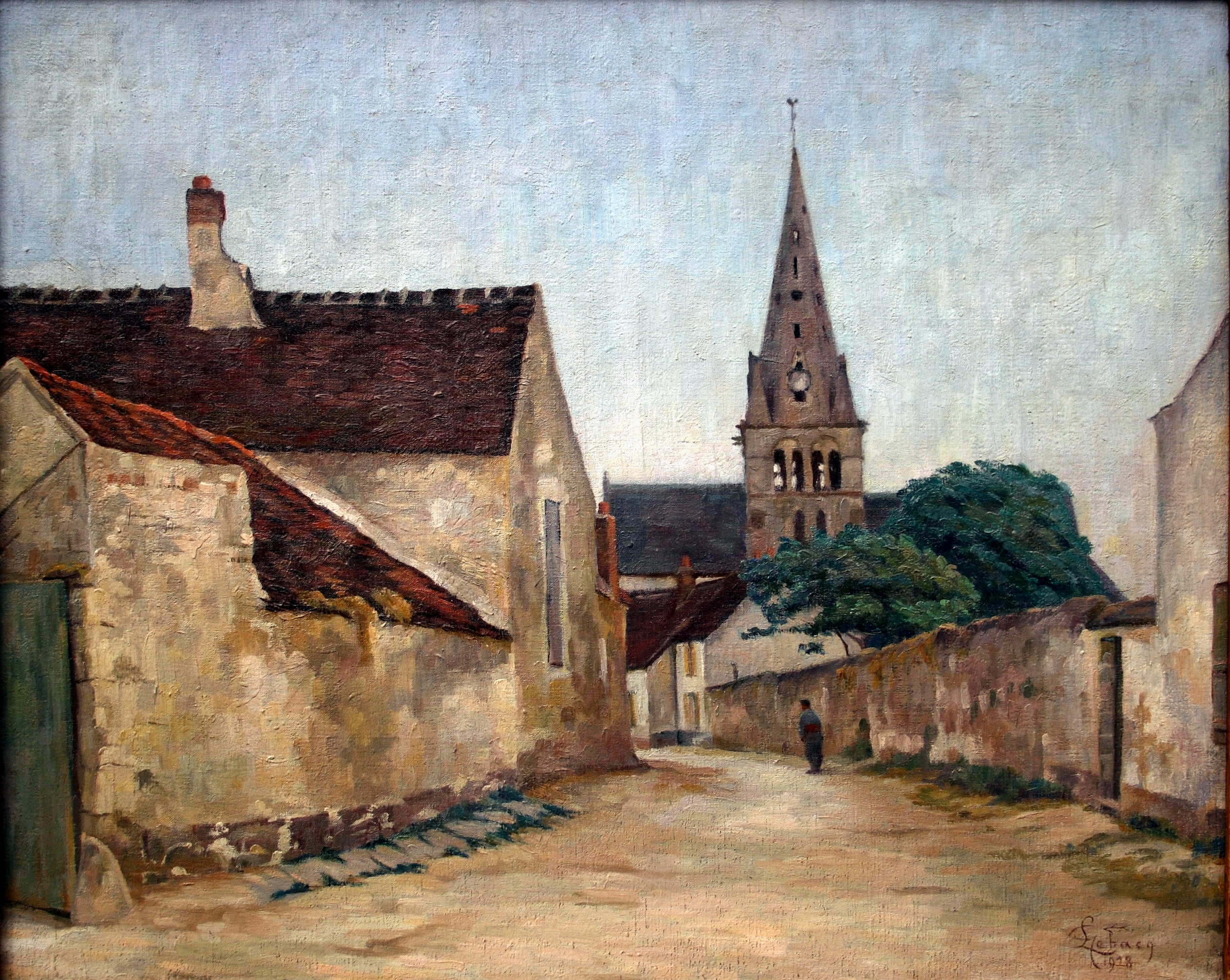
Soir à Chamant, 1928
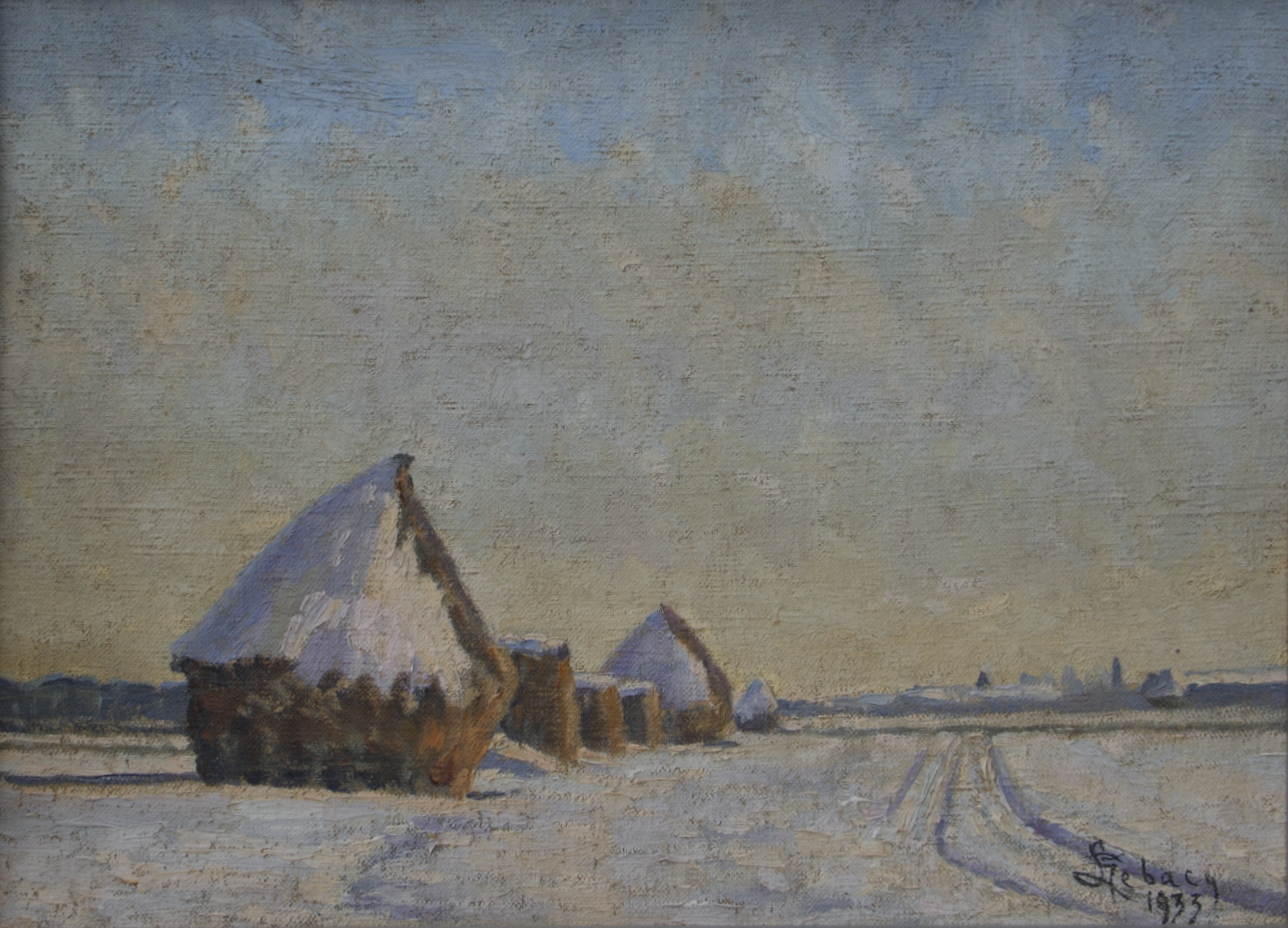
Meules à Chamant, 1933

## Geografie
De oppervlakte van Chamant bedroeg op 1 januari 2022 12 vierkante kilometer; de bevolkingsdichtheid was toen 86,4 inwoners per km².

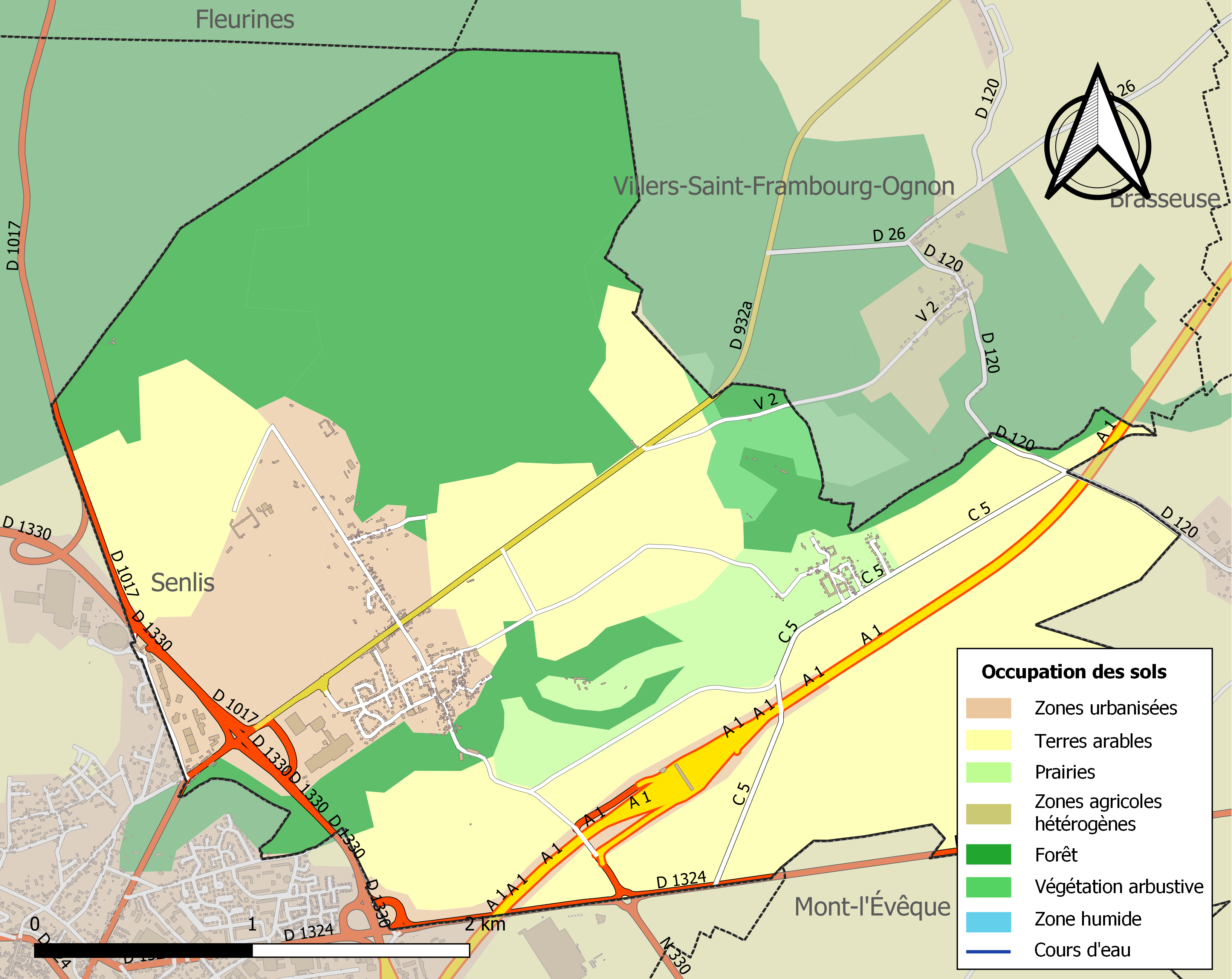
Kaart van de gemeente met belangrijkste infrastructuur, bodemgebruik en omliggende gemeenten

De autosnelweg A1 komt door Thiers-sur-Thève. De E15 en E19 lopen hier over de A1.

## Demografie
Onderstaande figuur toont het verloop van het inwonertal bron: INSEE-tellingen. 

## Websites
- (fr)  Statistische informatie op de website van INSEE